# Святушино
Святушино (укр. Святушине) — село,
Бунаковский сельский совет,
Лозовский район,
Харьковская область, Украина.
Код КОАТУУ — 6323981003. Население по переписи 2001 года составляет 115 (59/56 м/ж) человек.

## Географическое положение
Село Святушино находится на правом берегу реки Берека в месте впадения в неё реки Лозовенька (левый приток),
выше по течению на расстоянии в 1 км расположено село Бунаково,
ниже по течению на расстоянии в 1 км расположено село Федоровка,
на противоположном берегу село Лозовское (Первомайский район).
Река в этом месте извилиста и заболочена, образует много лиманов, стариц и озёр.

## История
- 1861 — дата основания.